# 박태한
박태한(朴泰漢, 1664년~1698년)은 조선의 문신 겸 저술가이자, 하급 관료 및 정치인이다. 조선 시대의 가장 이름난 암행어사의 대명사로 꽤나 잘 알려진 기은 박문수(耆隱 朴文秀)의 큰아버지이기도 하다.

## 생애

### 경력 및 이력
본관은 고령(高靈)이고 자(字)는 교백(喬伯)이며, 윤증(尹拯)의 문하에서 수학한 그는 숙종 치세 시기 때였던 1694년에 별시문과에 을과로 급제를 하면서, 승문원의 문한관(文翰官)을 거쳐, 승문원의 정자 관직에까지 발탁되었지만, 꽤 병약하여 결국 3년여만(1697년)에 직책을 사퇴하였고, 이듬해 1698년(과거 급제 4년여만)에 요절하였다.

### 직계 형제자매 관계
첫째 남동생은 박항한(朴恒漢, 1666년~1701년)인데 그는 암행어사의 전설이자 명불허전으로 회자되는 박문수(朴文秀, 1691년~1756년)의 아버지이고, 막내 남동생은 박사한(朴師漢, 1678년~1745년)이다.

### 기타 이력
- 그의 저서에는 그의 사후 1703년에 막내 남동생 박사한(朴師漢)의 주도로 의해 간행된 《박정자유고(朴正字遺稿)》 등이 있다.
- 그는 영조 때 암행어사의 명불허전으로 유명한 박문수(朴文秀)의 큰아버지이기도 한데 그의 사후 친조카 박문수는 큰아버지 박태한 그의 친손자들 가운데 1명(박순규)을 박문수 자신의 양자(養子)로 출계하기도 하였다.

## 저서
- 《박정자유고(朴正字遺稿)》 ... 1698년(숙종 24) 박태한 사후 1703년(숙종 29) 막내 남동생 박사한(朴師漢)의 주도로 의해 유고집으로 대리 간행.

## 관련 등장 대중문화 작품

### 영화
- 1961년 《의적 일지매》의 박인걸 ... (배우: 신영균) ... 박태한을 모티브로 한 캐릭터